# Râul Gaura
Râul Gaura este un curs de apă, unul din brațele care formează râului Șimon. 

## Hărți
- Harta Județului Brașov